# Laurens Neede
Laurens Eduard Neede (1946) is een Surinaams militair, politicus en diplomaat.

## Biografie
Neede kwam uit een arm gezin en in zijn jeugd verkocht hij samen met Desi Bouterse op straat koek om wat geld binnen te verdienen. Neede zat bij de politie voor hij beroepsmilitair werd en kwam kort voor de Surinaamse onafhankelijkheid (25 november 1975) vanuit Nederland terug naar Suriname waar hij sergeant werd bij de Surinaamse Krijgsmacht (SKM).
Daar zette hij zich in voor zaken die speelden rond de SKM zoals de erkenning van militaire vakbonden; dat was in Nederland wel maar in Suriname niet mogelijk. Dit bracht hem en medestanders in problemen met de overheid. In januari 1979 werd sergeant Ramon Abrahams opgepakt na een demonstratie bij het kantoor van de premier Arron. Later die maand werd Neede gearresteerd na een radio-interview waarbij hij zich kritisch had uitgelaten. In reactie op dit soort conflicten voelde Arron zich gedwongen een commissie in te stellen die in maart onder leiding van mr. Oscar Abendanon (voormalig vicepresident van het Hof van Justitie) aan het werk ging. Nadat deze commissie ongeveer een half jaar later met aanbevelingen was gekomen werd daar niets mee gedaan en hun rapport werd geheim verklaard.
In januari 1980 escaleerde een conflict rond vrijwilligers die al lange tijd aan het wachten waren op de toegezegde aanstelling als beroepsmilitair. Op 30 januari was er in verband daarmee een bezetting van de Memre Boekoe-kazerne waarbij de niet door de overheid erkende militaire vakbond Bomika (Bond voor Militair Kader) betrokken was. Hierop werd door de overheid keihard gereageerd. Naast de militaire politie wordt ook de gewone politie ingezet en toen de ongewapende militairen weigerden te vertrekken richtte de politie in geknielde houding karabijnen op hen terwijl hoofdcommissaris van politie Jimmy Walker al de opdracht had gegeven om op deze bezetters te schieten. Om letterlijk een bloedbad te voorkomen vertrokken ze alsnog en nog diezelfde dag werden zowel Laurens Neede als Badrissein Sital gearresteerd en de dag erop volgde de arrestatie van Ramon Abrahams. Deze drie sergeanten die leiding gaven aan Bomika moesten op 20 februari voor de krijgsraad verschijnen waar ze beschuldigd worden van militair oproer. De auditeur-militair Fred Kruisland eiste 10 maanden gevangenisstraf en ontslag uit militaire dienst. In deze rechtszaak werd het drietal verdedigd door Eddy Bruma terwijl Frank Leeflang juridische bijstand verleend. Oorspronkelijk zou de uitspraak op 26 februari om 8:15 zijn maar deze zou niet volgen want in reactie op deze zaak begon in de nacht van 24 op 25 februari een staatsgreep onder leiding van Bouterse die tegenwoordig bekendstaat als de Sergeantencoup. Toen de staatsgreep gaande was bevonden ze zich in de cellen van het hoofdbureau van politie dat later die dag door militairen die deelnamen aan de staatsgreep in brand werd geschoten.
Na de staatsgreep werd een Nationale Militaire Raad (NMR) ingesteld van zo'n 8 personen waaronder het drietal Sital (voorzitter), Neede (ondervoorzitter) en Abrahams. De NMR nam de macht over en stuurde de regering-Arron naar huis. Bruma en Leeflang werden aangesteld als formateur en in maart 1980 trad een nieuwe regering aan onder leiding van Chin A Sen met Neede als onderminister van politie. Vanwege het toetreden tot het kabinet verliet hij net als Michel van Rey, die minister van Leger en Politie werd, de NMR. Eind april 1981 werd Neede minister van Leger en Politie. In maart 1982 werd Chin A Sen opgevolgd door premier Neijhorst in wiens kabinet bataljonscommandant Henk Fernandes minister van Leger en Politie zou worden. Aangezien deze enkele dagen voor de beëdiging van het kabinet om het leven bij een helikopterongeluk in het buurland Guyana werd Neede opgevolgd door Ivan Graanoogst. Ten tijde van de Decembermoorden (8 december 1982) was hij militair attaché op de Surinaamse ambassade in Den Haag. Ruim een week later werd hij net als ambassadeur Henk Herrenberg voor consultatie teruggeroepen en kort daarop werd zijn functie opgeheven zodat Neede weer in Suriname ging wonen en werken. In 1984 vond de opricht plaats van de 25 Februari Beweging waarvan hij directeur van het secretariaat werd. Deze beweging kan gezien worden als de voorloper van de Nationale Democratische Partij (NDP) van Bouterse.
In 1985 of kort daarvoor werd Neede, die intussen bevorderd was tot eerste luitenant, hoofd van de volkmobilisatie. In die functie was hij vanaf 1986 ook indirect betrokken bij het bestrijden van het Junglecommando van Ronnie Brunswijk. Als voorbereiding naar het herstel van de democratie werd begin 1987 gewerkt aan een nieuwe grondwet. Toen bekend werd dat Bouterse onder druk van de oude politieke partijen ermee had ingestemd dat de volksmilitie uit de ontwerp-grondwet zou worden geschrapt leidde dat tot een conflict. Waarschijnlijk om Neede tegemoet te komen promoveerde Bouterse hem daarop tot kapitein en toen dat niet voldoende leek volgde een dag later zelfs promotie tot grootmajoor.
Na de verkiezingen van 1996 kwam er onder leiding van NDP'er Jules Wijdenbosch een nieuwe regering en kort daarop werd Rupert Christopher ambassadeur voor Suriname in Brazilië terwijl Neede zaakgelastigde werd op de Surinaamse ambassade in Venezuela. In oktober 1999 vergreep Neede zich in Paramaribo tijdens een verblijf in het hotel Residence Inn aan een hotelmedewerkster waarna hij door de kantonrechter voor verkrachting veroordeeld werd tot een gevangenisstraf van 3 jaar. Hij ging hiertegen in beroep maar omdat het nog wel even zou duren voor het Hof van Justitie in die zaak met een uitspraak zou komen, werd hij na 1 jaar en acht maanden voorlopig vrijgelaten. Na zijn vrijlating werd hij medewerker op het kabinet van NDP-voorzitter Bouterse. In hoger beroep werd hem in mei 2004 dezelfde straf opgelegd zodat hij alsnog ruim een jaar de cel in moest. In augustus van dat jaar werd hij echter alweer vrijgelaten omdat de gratie-regeling, waarmee ook de veroordeelde ex-minister Errol Alibux vervroegd vrijkwam, op hem van toepassing werd verklaard.